# Brustband-Eisvogel

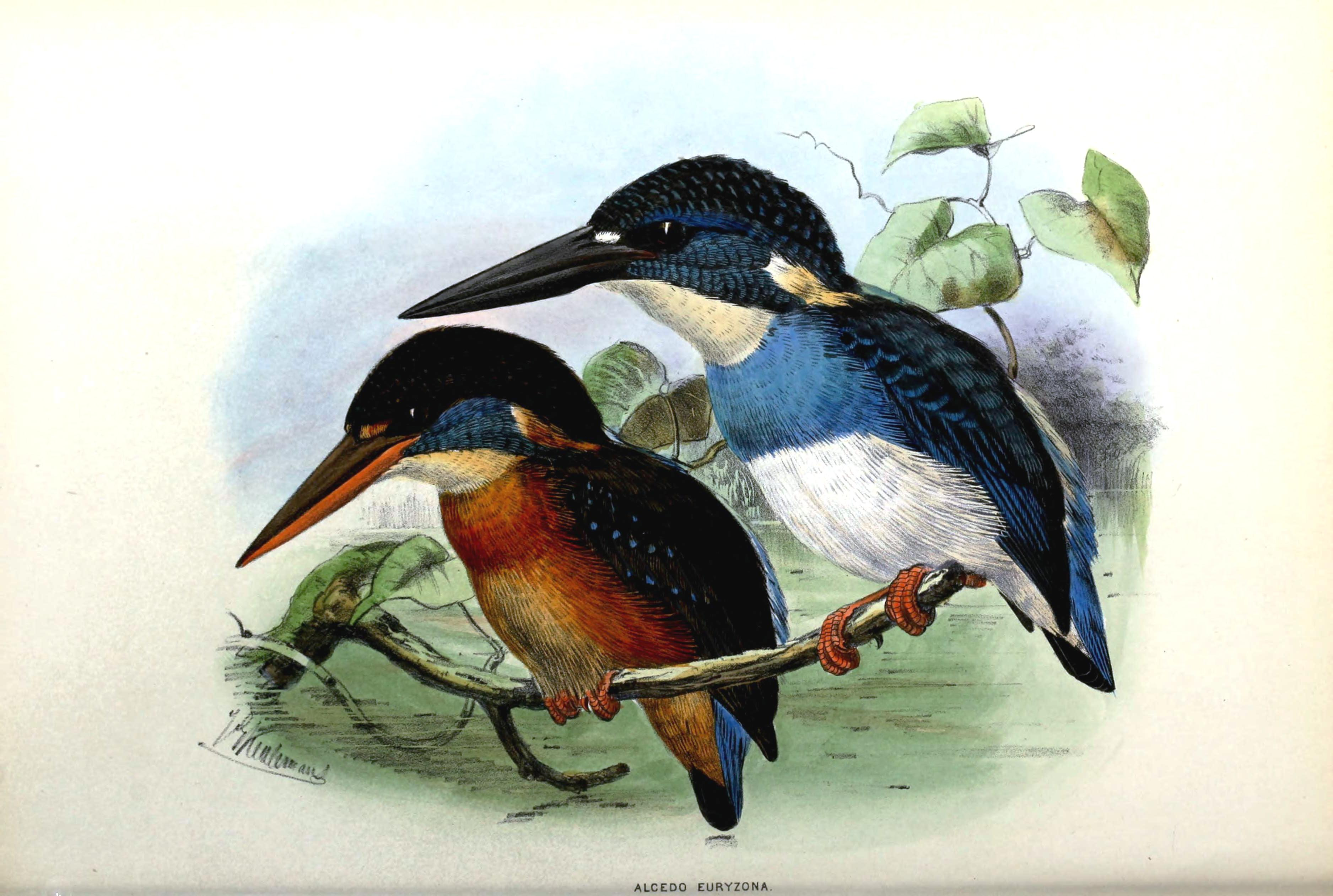
Brustband-Eisvögel, Illustration

Der Brustband-Eisvogel (Alcedo euryzona) ist eine Eisvogel-Art in Südostasien.

## Merkmale
Der 17 cm lange Brustband-Eisvogel ist etwas größer als der auch in Europa vorkommende Eisvogel Alcedo atthis. Die Männchen tragen das namensgebende blaue Brustband sowie einen schwarzen Schnabel. Beim Weibchen ist der untere Schnabel rötlich. Merkmale der Eisvogelart sind außerdem: eine weiße Kehle; Kopf und Flügeloberseiten sind dunkelblau, Brust, Bauch und Flügelunterseiten sind weiß oder haben eine helle Orange-Färbung.

## Vorkommen
Der Brustband-Eisvogel kommt in den tropischen Regenwäldern von Südostasien vor. Es sind zwei Unterarten bekannt: Das Verbreitungsgebiet von A. e. euryzona Temminck, 1830 beschränkt sich auf die Insel Java. Früher Alcedo peninsulae Laubmann, 1941 in Myanmar, auf der Malaiischen Halbinsel, auf Sumatra und Borneo als eine Unterart betrachtet. Heute wird diese als eigene Art betrachtet.

## Verhalten und Nahrung
Der Brustband-Eisvogel ist ein Ansitzjäger. Er ernährt sich von kleinen Fischen, Krebstieren, Insekten und  kleinen Reptilien.